# Patrick Alessandrin
Pour les articles homonymes, voir Alessandrin.
Patrick Alessandrin est un réalisateur français né le 17 mai 1965 à Saint-Nazaire. Il est le père de Thaïs Alessandrin.

## Biographie
Patrick Alessandrin débute dans les années 1980 comme assistant de Luc Besson sur les films Le Dernier Combat, Subway, et Le Grand Bleu.
Avec Lisa Azuelos, il co-réalise son premier long-métrage en 1995 Ainsi soient-elles, mené par un trio de femmes Marine Delterme, Amira Casar et Florence Thomassin.
Six ans plus tard, Alessandrin réalise 15 août mais cette fois avec un trio d'hommes : Richard Berry, Charles Berling et Jean-Pierre Darroussin ; le film rencontre le succès.
Puis deux ans après il réalise Mauvais esprit mené par Thierry Lhermitte. Le film sera un gros échec.
Il reviendra en 2008 avec la suite de Banlieue 13, Banlieue 13 ultimatum, toujours servi par les mêmes acteurs mais cette fois avec Philippe Torreton dans le rôle du président puisque le film se passe trois ans après la fin du premier opus.
Il a été marié onze ans avec la réalisatrice Lisa Azuelos avec qui il a trois enfants, Carmen, Illan et Thaïs. 

## Filmographie
- 1995 : Ainsi soient-elles
- 2001 : 15 août
- 2003 : Mauvais Esprit
- 2009 : Banlieue 13 - Ultimatum
- 2011 : Ten